# Donji Velemerić
Donji Velemerić is een plaats in de gemeente Barilović in de Kroatische provincie Karlovac. De plaats telt 149 inwoners (2001).